# Egilwart

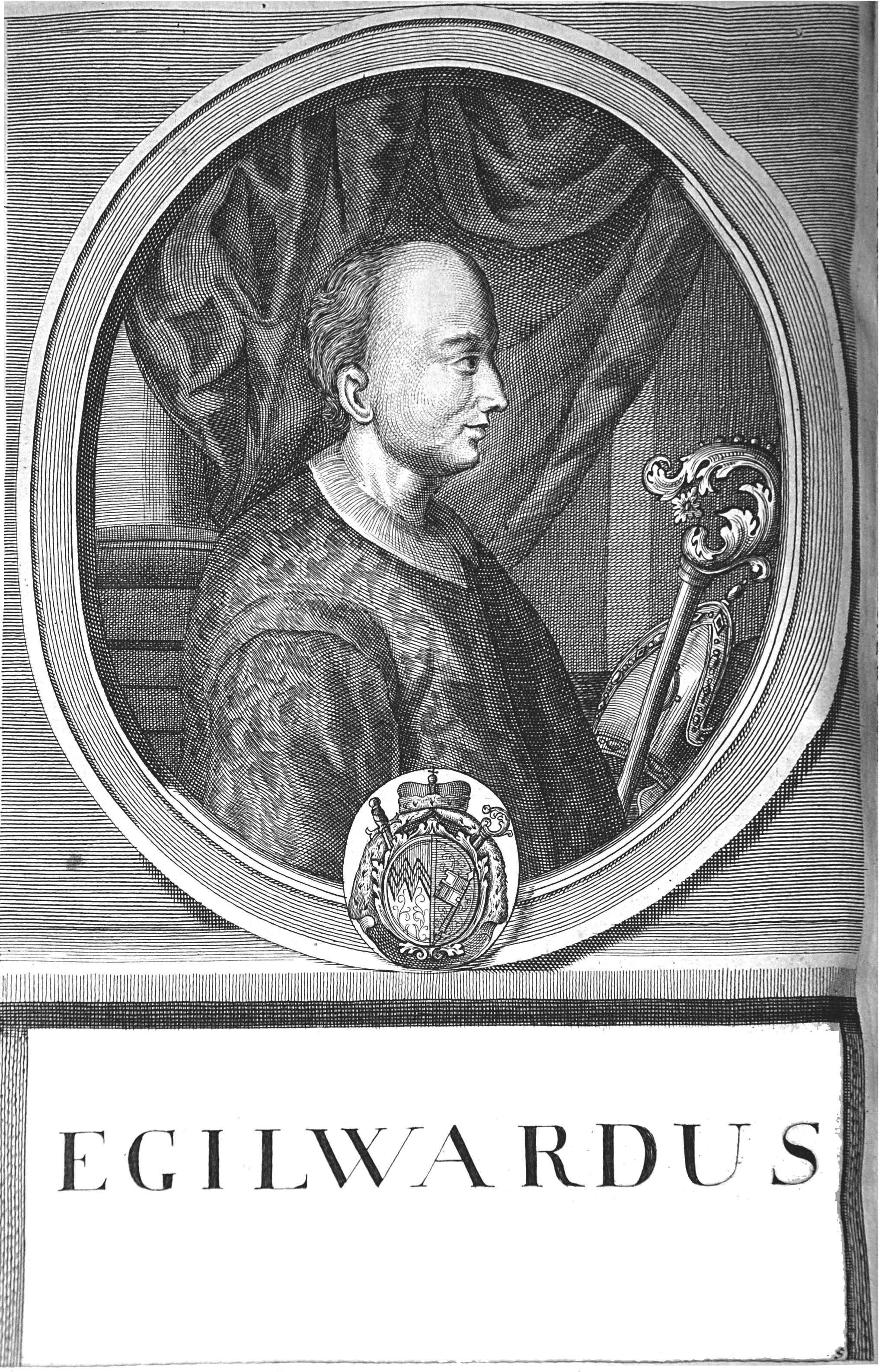
Egilwart

Egilwart war von 802 bis 809 Bischof in Würzburg.
In der kurzen Amtszeit Egilwarts und seines Vorgängers Liutrit knüpften die beiden Bischöfe an die slawische Missionierungstätigkeit von Berowelf an. Für die Main- und Rednitzwenden wurden Kirchen erbaut.
Schenkungstätigkeiten an das Kloster Fulda strapazierten die wirtschaftliche Lage des Würzburger Bistums. Die Privilegien, die Karl der Große der Benediktinerabtei Neustadt am Main zuteilwerden ließ, führten zu einer größeren Autonomie des Klosters und einer Herauslösung aus dem Diözesanverband.